# James Baker
James Addison Baker III (Houston, 28 aprile 1930) è un politico statunitense. Nel corso della sua pluridecennale carriera politica ha ricoperto due volte il ruolo di capo dello staff, prima per Ronald Reagan, quindi negli ultimi mesi della presidenza di George H. W. Bush. È stato anche segretario del tesoro durante il secondo mandato di Reagan e segretario di Stato durante l'amministrazione Bush.

## Biografia
Nato a Houston (Texas) da James Baker Jr., già noto avvocato, e Ethel Bonner, si laureò presso l'Università di Princeton nel 1952. Dopo due anni trascorsi nell'esercito, in cui ottenne il grado di capitano, si iscrisse alla University of Texas School of Law ad Austin, dove ottenne il dottorato in legge nel 1957. Nello stesso anno cominciò ad esercitare la professione di avvocato a Houston, presso lo studio legale Andrews & Kurth.Lavorò nel campo dell'avvocatura fino al 1975, quando iniziò a interessarsi di politica.

## Carriera politica
È alla prima moglie, Mary Stuart McHenry, che si deve la nascita dell'interesse politico di Baker. La donna infatti era un'attivista del Partito Repubblicano e aveva collaborato nella campagna per l'elezione di George H. W. Bush al Congresso. In origine, infatti, pur considerandosi apolitico, Baker simpatizzava per il Partito Democratico. La passione e l'influenza della moglie, quindi, lo spinsero a convogliare la sua carriera sulla strada della politica, accantonando il lavoro come avvocato.

### L'attivismo nel Partito Repubblicano
Già amico di George Herbert Walker Bush, suo compagno di tennis allo Houston Country Club alla fine degli anni cinquanta, Baker decise nel 1969 di cominciare la sua carriera politica proprio correndo per il seggio lasciato vacante da Bush, che era nel frattempo stato eletto al Senato. Dovette tuttavia rinunciare a candidarsi alle elezioni, poiché proprio in quel periodo alla moglie venne diagnosticato il cancro, che la uccise nel febbraio del 1970. Fu proprio Bush a suggerirgli di fare attivismo politico per superare il lutto - cosa che lo stesso Bush aveva fatto anni prima, quando a morire era stata sua figlia Pauline, nel 1953 -, e lo nominò responsabile della campagna elettorale nella contea di Harris. Nel 1972 Baker fu impegnato a fare campagna elettorale in favore di Richard Nixon, che si candidava per un secondo mandato alla presidenza.

### Le campagne elettorali
A metà degli anni settanta il Presidente Gerald Ford lo nominò sottosegretario al Commercio e in seguito ne fece il responsabile della campagna elettorale per le elezioni del 1976. Ford fu sconfitto, ma grazie al lavoro di Baker, che gli suggerì di dare di sé stesso un'immagine "più presidenziale", apparendo il più possibile alla Casa Bianca, recuperò i 30 punti che lo separavano nei sondaggi dal suo avversario, riducendo il divario a circa 1%.
Tornato in Texas, Baker tentò di correre in prima persona per una carica amministrativa, e cercò di farsi eleggere procuratore generale dello stato nel 1978, ma perse contro l'uomo che un giorno sarebbe diventato il Governatore del Texas, il democratico Mark White.
Fu ancora una volta George Bush a richiamare Baker al cuore della politica, nel 1980. In occasione della scadenza del primo mandato di Jimmy Carter, i cui indici di gradimento erano piuttosto bassi, e che doveva fronteggiare i malumori di alcuni democratici, capeggiati da Ted Kennedy, che lo sfidò apertamente durante le elezioni primarie, nonostante Carter fosse il presidente uscente, Bush mirava a diventare il candidato repubblicano alla Casa Bianca e chiese a Baker di occuparsi della sua campagna. Alla fine il Partito gli preferì Ronald Reagan, anche perché Bush era considerato un repubblicano troppo moderato rispetto allo sfidante. Reagan, comunque, scelse Bush come proprio vicepresidente.

### Nell'amministrazione Reagan
Nel 1981, una volta eletto, Reagan nominò Baker capo dello staff della Casa Bianca, ruolo che mantenne fino al 1985. In questa posizione, Baker risultò determinante per molte decisioni prese dal Presidente, il quale, tra l'altro, faceva molto affidamento su di lui per quanto concerneva gli affari legislativi. Grazie a questo incarico, Baker andò assumendo sempre più potere, tantoché lui, il consigliere del presidente Ed Meese e Michael Deaver, il vice di Baker, erano conosciuti come "The Big Three" o "Troika" nei salotti politici di Washington.
Una emblematica dimostrazione del loro peso politico si verificò quando Reagan rimase vittima di un attentato, nel 1981. Furono proprio i Grandi Tre a prendere tutte le decisioni critiche nelle ore immediatamente successive al tentato assassinio. Ad esempio, non appena si seppe che il Presidente non era in pericolo di vita, furono Baker, Meese e Deaver a decidere di non invocare il 25° Emendamento, che prevede il trasferimento di poteri al Vicepresidente qualora il Presidente sia vittima di un impedimento - onere, questo, che di norma spetterebbe al Vicepresidente stesso o ai membri del Governo. Durante il primo mandato di Reagan, Baker fu anche largamente responsabile dell'approvazione delle riforme fiscali volute dal Presidente. La sua capacità di convincere i membri del Congresso o del Senato a prendere una determinata decisione, senza farseli nemici, gli valse il soprannome di Martello di Velluto (Velvet Hammer).

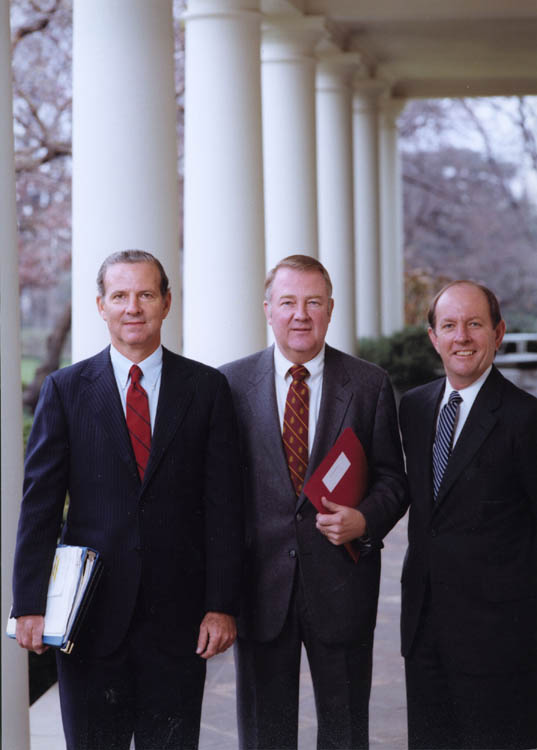
Il Big Three, da sinistra a destra James Baker, Ed Meese e Michael Deaver.

Grazie ai suoi sforzi in merito all'approvazione del taglio delle tasse fu nominato, nel 1985, Segretario al Tesoro, carica con la quale elaborò il Piano Baker, non prima, comunque, di essersi occupato con successo della rielezione di Reagan nel 1984. Nonostante lo scetticismo di molti - Baker non aveva una vera e propria esperienza in campo economico - il suo lavoro al ministero del Tesoro portò al Tax Reform Act del 1986, che semplificò notevolmente la materia e ridusse la tassazione sui redditi più alti dal 50% al 28%, aumentando quella per i redditi più bassi dall'11% al 15%.

### Nell'amministrazione Bush
Nel 1988 Baker lasciò il Tesoro per dedicarsi, ancora una volta, alla campagna elettorale del vicepresidente uscente George Bush. La campagna prima delle elezioni fu particolarmente dura, tanto che Baker fu più volte accusato di scorrettezze nei confronti dello sfidante, nonostante ciò, George Bush riuscì a vincere di misura su Michael Dukakis. Bush ricambiò la lealtà e l'amicizia di Baker nominandolo segretario di Stato nel 1989, una posizione a cui Baker aveva sempre ambito.
Baker si trovò, nel suo nuovo ruolo politico, a dover fronteggiare l'implosione dei regimi comunisti. Con il crollo del muro di Berlino, Baker divenne una figura di primo piano nel processo di riunificazione della Germania. Un altro dei temi caldi di politica estera affrontato dall'amministrazione Bush fu la prima guerra del Golfo nel 1990. Baker e Bush negoziarono con i leader mondiali per formare una forza militare internazionale che intervenisse nel Kuwait invaso dalle truppe di Saddam Hussein.
Nel 1992 per Bush, minacciato dal carisma e dalla popolarità crescente di Bill Clinton, la rielezione era un traguardo difficile da raggiungere. Il Presidente allora si affidò ancora una volta all'esperienza di Baker, ma Bush fu sconfitto in parte anche grazie agli elettori che scelsero, anziché il Presidente uscente, il candidato indipendente Ross Perot, che ottenne il 19% dei consensi.

### Vita politica dopo il 1992
Dopo essere tornato per un breve periodo ad occuparsi di legge, Baker fu più volte chiamato dal suo partito a svolgere incarichi diplomatici di alto rilievo istituzionale. Il più noto rimane sicuramente il suo impegno nel riconteggio dei voti in Florida a seguito delle elezioni presidenziali del 2000, quando George W. Bush lo incaricò di supervisionare la questione per suo conto, anche e soprattutto dal punto di vista legale.
La sua esperienza in campo internazionale fece sì che, sempre durante la presidenza di George W. Bush, Baker fosse incaricato di supervisionare prima la ristrutturazione del debito nazionale dell'Iraq nel 2003, quindi, nel 2006 fu nominato copresidente dell'Iraq Study Group, commissione incaricata di fornire consulenze al Presidente in merito agli scenari postbellici del Golfo Persico.

## Vita privata
Nel 1953 Baker si sposò con Mary Stuart McHenry, conosciuta tempo prima, durante una vacanza con la squadra di rugby universitario in cui Baker giocava. La donna, che fu determinante nell'indirizzare la futura carriera politica del marito, morì nel febbraio del 1970 a causa di un cancro al seno. Tre anni dopo, Baker si risposò con Virginia Graeme, amica di Mary, dalla quale ebbe sei figli e due figlie.
Nel 1980 uno dei figli, John C. Barker, fu arrestato per aver cercato di vendere un quarto di oncia di marijuana a un poliziotto sotto copertura. La legge vigente all'epoca in Texas prevedeva per un reato del genere un periodo di incarcerazione compreso tra i due e i vent'anni, tuttavia il crimine fu declassato come reato minore e la pena detentiva fu commutata in una multa di 20.000$. All'epoca Baker era capo dello staff del presidente Reagan, pertanto alcuni giornalisti ipotizzarono una connessione tra la pena leggera commutata al figlio e il peso politico del padre. Nessuna delle accuse fu, tuttavia, mai comprovata dai fatti.

## Curiosità
- È stato interpretato dall'attore Tom Wilkinson nel film per la TV del 2008 Recount, che parla proprio delle controverse elezioni in Florida; per la sua interpretazione di Baker, Wilkinson venne nominato sia all'Emmy Award, sia al Golden Globe, ma non vinse. In precedenza, Baker era stato interpretato altre tre volte, in altrettanti film per la tv, da David Born, Kenneth Welsh e James McQueen.[6]
- Bush era solito chiamarlo con il nome italiano Consigliere, segno del grande rispetto e stima che provava nei suoi confronti.